# Nacionalna velika loža Poljske
Nacionalna velika loža Poljske (polj. Wielka Loża Narodowa Polski) je regularna slobodnozidarska velika loža u Poljskoj. Utemeljena je 1991. godine uz pomoć Velikog orijenta Italije.
Nacionalna velika loža Poljske je prethodno djelovala od 1920. do 1938. godine.

## Povijest
Zbog radikalizacije antimasonskog pokreta kako u Europi tako i u tadašnjoj Poljskoj, u jesen 1938. godine Nacionalna velika loža Poljske (osnovana 1920.) je obustavila svoje aktivnosti neposjedno prije dekreta o zabrani djelovanja slobodnih zidara Ignacyja Mościckog, poljskog predsjednika. Godina dana nakon toga dolazi i Njemačko-sovjetska invazija na Poljsku što predstavlja početak Drugog svjetskog rata. Nakon Rata uspostavlja se komunistička Poljska koja nastavlja zabranu rada slobodnih zidara. Zbog svega toga poljski slobodni zidari nastavljaju svoje djelovanje u iseljeništvu ili u strogoj tajnosti u samoj Poljskoj. Pod takvim okolnostima je u veljači 1961. godine osnovana Loža "Kopernik" u Varšavi gdje je radila u potpunoj tajnosti sve do 1990. godine.
Nakon demokratskih promjena koje su uslijedile padom komunizma 1989. godine stvoreni su uvjeti za obnovu slobodnog zidarstva u Poljskoj. Varšavska Loža "Kopernik" je 2. prosinca 1991. godine podijeljena na tri nove lože: Matičnu ložu "Kopernik" i Ložu "Valerian Lukasinski" u Varšavi te Ložu "Pobijeđeno praznovjerje" u Krakovu. Dva tjedna kasnije, 17. prosinca 1991., ove tri lože uspostavljaju Nacionalnu veliku ložu Poljske uz pomoć Velikog orijenta Italije. Za prvog velikog majstora izabran je Tadeusz Gliwic, jedan od osnivača Lože "Kopernik" 1961. godine i njezin posljendji starješina. Dvije godine nakon osnivanja, 1993., Nacionalna velika loža Poljske je upisana u poljski registar udruga.
Do kraja 1990-ih osnovane su još dvije lože. U Varšavi je osnovana još jedna lože, Loža "Francuska", koja radi na francuskom jeziku. U Poznanju je 1997. godine osnovana Loža "Hram Himna jedinstva".
Tijekom 2000-ih osnovano je šest lože. U Gdanjsku je 2001. godine osniva Loža "Eugenija pod okrunjenim lavom". U Varšavi su osnovane dvije lože, "Pod sretnom zvijezdom" kao i "Ivan Luckievič" (2005.) koja radi na bjeloruskom jeziku. Godine 2008. su osnovane dvije lože: Loža "Šleska" u Katowicama i Loža "Ponovna sloboda" u Lublinu. U Katowicama je sljedeće, 2009., godine osnovana još jedna loža, "Emil Drach".
Tijekom 2010-ih osnovane su tri lože. U Varšavi je 2013. godine prvo osnovana Loža "Pi", a nakon toga 2019. godine i Loža "Enigma" koja radi na engleskom jeziku. U lipnju 2018. godine u Krakovu je osnovana Loža "Semper In Altum". Godine 2019. bjeloruski članovi Lože "Ivan Luckievič" u Minsku su formirali istoimenu ložu koja će 25. svibnja te godine, skupa s još dvije lože, u Minsku formirati Veliku ložu Bjelorusije.
Početkom 2022. godine osnovane su dvije lože, u Varšavi je osnovana Loža "Andrzej Syta" dok je u Wrocławu osnovana Loža "Pod tri kostura". Nakon toga u Wrocławu je osnovana još jedna loža, "Pod bratskom ljubavlju i tolerancijom".

## Ustroj
Sjedište Nacionalne velike lože Poljske je u Varšavi.

### Lože
U srpnju 2024. godine pod zaštitom ove velike lože radi 17 loža, od toga osam ih radi u Varšavi, po dvije u Krakovu, Katowicama i Wrocławu, te po jedna u Gdanjsku, Poznanju i Lublinu:
- Matična loža "Kopernik" (Loża Matka "Kopernik") br. 1, Varšava[19] – nosi naziv po varšavskim ložama utemeljenim 1920. i 1961. godine kao i po Nikoli Koperniku, astronomu.
- Loža "Valerian Lukasinski" (Loża "Walerian Łukasiński") br. 2, Varšava[20] – nosi naziv po varšavskoj loži utemeljenoj 1920. godine te po Valerianu Lukasinskom, časniku i političkom aktivisti.
- Loža "Pobijeđeno praznovjerje" (Loża "Przesąd Zwyciężony") br. 3, Krakov[21] – nosi naziv po krakovskim ložama utemeljenim 1786. i 1935. godine.
- Loža "Francuska" (Loża "La France") br. 4, Varšava – nosi naziv po državni Francuska i radi na francuskom jeziku.
- Loža "Hram Himna jedinstva" (Loża "Świątynia Hymnu Jedności") br. 5, Poznanj[22] – nosi naziv po poznanjskoj loži utemeljenoj 1820. godine.
- Loža "Eugenija pod okrunjenim lavom" (Loża "Eugenia Pod Ukoronowanym Lwem") br. 6, Gdanjsk – nosi naziv po gdanjskoj loži utemeljenoj 1775. godine.
- Loža "Pod sretnom zvijezdom" (Loża "Pod Szczęśliwą Gwiazdą") br. 7, Varšava
- Loža "Ivan Luckievič" (Loża "Iwan Łuckiewicz") br. 8, Varšava – nosi naziv po Ivanu Luckieviču, bjeloruskom publicisti i arheologu te radi na bjeloruskom jeziku.
- Loža "Šleska" (Loża "Silesia") br. 9, Katowice – nosi naziv po Šleskoj, povijesnoj regiji u Srednjoj Europi koja se danas većim dijelom nalazi u Poljskoj.
- Loža "Emil Drach" br. 11, Katowice  – nosi naziv po Emilu Drachu, njemačkom glumacu i redatelju.
- Loža "Pi" br. 12, Varšava[23] – nosi naziv po broju pi.
- Loža "Semper In Altum" br. 13, Krakov[24] – nosi naziv po latinskoj krilatici što u prijevodu znači "uvijek na visini"
- Loža "Ponovna sloboda" (Loża "Wolność Odzyskana") br. 14, Lublin[25] – nosi naziv po lublinskoj loži utemeljenoj 1811. godine.
- Loža "Enigma" br. 15, Varšava – nosi nazi po Enigmi, stroju za šifriranje i dešifriranje, te radi na engleskom jeziku.[12]
- Loža "Andrzej Syta" br. 17, Varšava
- Loža "Pod tri kostura" (Loża "Pod Trzema Szkieletami") br. 18, Wrocław[15] – nosi naziv po wroclawskoj loži utemeljenoj 1742. godine.
- Loža "Pod bratskom ljubavlju i tolerancijom" (Loża "LFF Pod Miłością Braterstwem i Tolerancją") br. 19, Wrocław

U okviru ove velike lože radile su i
- Loža nepoznatog imena br. 16

U početku je Loža "Ponovna sloboda" imala oznaku br. 10 koju je kasnije promijenila u br. 14.

### Uprava
Nacionalnom velikom ložom Poljske upravlja veliki majstor (polj. Wielki Mistrz) koji se bira na trogodišnje razdoblje. Dosadašnji veliki majstori su:
1. Tadeusz Gliwic (1991. – 1994.)
2. Janusz Maciejewski (1994. – 1999.)
3. Tadeusz Cegielski (2000. – 2003.)
4. Ryszard Siciński (2003. – 2006.)
5. Marek Złotek-Złotkiewicz (2006. – 2012.)
6. Aleksander Kalinowski (2012. – 2015.)
7. Jacek Klocek (od 2015.)

### Međunarodna suradnja
Velika loža sudjeluje u radu Svjetske konferencije regularnih masonskih velikih loža. Također, potpisala je povelje o prijateljstvu i međusobnom priznavanju sa skoro 70 regularnih velikih loža.

### Obredi
Nacionalna velika loža Poljske upravlja simboličkim stupnjevima plave lože (učenik, pomoćnik i majstor) i delegira upravljanje visokim stupnjevima na dodatna tijela i redove. Obredi koji se rade u plavoj loži su:
- Emulacijski obred.

## Pridružena tijela i redovi
Upravljanje visokim masonskim stupnjevima ova velika loža provodi kroz pridružena tijela i redove od kojih svaki predstavlja jedan obred a na temelju potpisanih konkordata.
- Vrhovno vijeće 33. i posljednjeg stupnja Drevnog i prihvaćenog obreda slobodnih zidara Poljske (polj. Rada najwyższa 33 i ostatniego stopnia rytu dawnego uznanego wolnych i przyjętych mularzy Polski) – nadležno za rad Škotskog obreda.[28]

Vrhovno vijeće Poljske je član Europske konfederacije vrhovnih vijeća (engl. European Confederation of Supreme Councils).

## Vanjske poveznice
- Službena stranica